# Biremia ambocerca
Biremia ambocerca là một loài chân đều trong họ Bathynataliidae. Loài này được Bruce miêu tả khoa học năm 1985.